# 场 (物理)

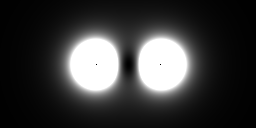
兩個有相同電量的粒子所形成的電場強度，越亮的區域表示強度越強。

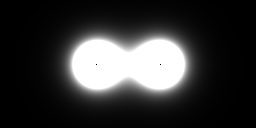
相反電性的兩個粒子

在物理裡，場（英語：Field）是一個以時空為變數的物理量。空间中弥漫着的基本相互作用被命名为“场”。場可以分為純量場、向量場和張量場等，依據場在時空中每一點的值是純量、向量還是張量而定。例如，古典重力場是一個向量場：標示引力場在時空中每一個的值需要三個量，此即為引力場在每一點的引力場向量分量。更進一步地，在每一範疇（純量、向量、張量）之中，場還可以分為「古典場」和「量子場」兩種，依據場的值是數字或量子算符而定。
場被認為是延伸至整個空間的，但實際上，每一個已知的場在夠遠的距離下，都會縮減至無法量測的程度。例如，在牛頓萬有引力定律裡，重力場的強度是和距離平方成反比的，因此地球的引力場會隨著距離很快地變得不可測得（在宇宙的尺度之下）。
定義場是一個「空間裡的數」，這不應該減損場在物理上所有的真實性（如定义“质量”为秤上的数字）。「場佔有空間。場含有能量、动量。場的存在排除了真正的真空。」真空中沒有物質，但並不是沒有場的。場形成了一個「空間的狀態」
當一個電荷移動時，另一個電荷並不會立刻感應到。第一個電荷會感應到一個反作用力，並獲得動量，但第二個電荷則沒有感應，直到第一個電荷移動的影響以光速傳遞到第二個電荷那裡，並給予其動量之後。場的存在解決了關於第二個電荷移動前，動量存在在哪裡的問題。因為依據動量守恆定律，動量必存在於某處。物理學家認為動量應該存在於場之中。如此的認定讓物理學家們相信電磁場是真實的存在，使得場的概念成為整個現代物理的範式。

## 歷史
艾薩克·牛頓在他的萬有引力定律簡單地把引力定義為由於質量引起的，施加于一對物體的力。當涉及到多個物體互相影響的系統，比如太陽系，原先的定義就不方便並且有侷限性了。在18世紀，一個新的概念提出來用來簡化這些一對對的引力。這就是引力场，在這個場的空間上的任何一單位質量都會受到那個點所有的引力。這個理論並不是對物理規律的顛覆，而是簡化了運算。當計算一個點上的總重力時，不管是考慮一對對重力，并把它們加起來；或是先把整個引力場計算出來，再算出哪一點上受到的力，兩者是等價的。

## 經典場
經典場論仍然適用于非量子尺度的空間，依舊在科學研究中處於主流。材料的彈性、流體力學以及麥克斯韋方程都是與此理論相關的例子。最簡單的場是力場。歷史上，場之一概念第一次被認可是法拉第用力線描述電場。隨後重力場的概念也用相似的方式提出。

### 牛頓重力場

在牛頓體系中，質量是重力場的起源

用來描述兩個有質量的物體的吸引力的經典場論源于牛頓万有引力定律。

### 電磁場
迈克尔·法拉第在他研究磁学时最先意识到场作为一个物理量的重要性。他发现电场和磁场并非唯一能支配粒子运动的力场，但它们也具有独立的物理实在性，因为它们可以携带能量。
这些想法最终使詹姆斯·克拉克·麦克斯韦通过电磁场的方程组建立了物理学中第一个统一的场论。这一方程组的现代形式被称为麦克斯韦方程组。

#### 静电场
一个带电荷q的检验粒子在静电场中会受到一个大小只与q有关的力F的作用。我们可以这样描述电场E：F=qE。通过这一关系和库仑定律，我们可以得到，点电荷周围的电场为：
{\displaystyle \mathbf {E} ={\frac {1}{4\pi \epsilon _{0}}}{\frac {q}{r^{2}}}{\hat {\mathbf {r} }}.}
静电场是保守场，因此可以用一个标量势函数V(r)来描述：
{\displaystyle \mathbf {E} (\mathbf {r} )=-\nabla V(\mathbf {r} ).}

## 相关领域
- 古典場論
- 强场物理
- 场论（量子力学）
  - 量子场论
  - 统一场论（爱因斯坦）
- 电磁场
  - 电场
  - 磁场
- 能量场
- 引力场